# Gewoon korthaarschijfje
Het gewoon korthaarschijfje (Melastiza chateri) is een schimmel die behoort tot de familie Pyronemataceae. Ze leven saprofiet op humusrijke grond in loofbossen, graslanden, akkers en moestuinen. Het is een kolonist op kale, verstoorde grond. De sporenornamentatie kan goed zichtbaar gemaakt worden, wanneer deze gekleurd wordt met katoenblauw opgelost in melkzuur.

## Kenmerken
Vruchtlichamen zijn ongesteeld en hebben een diameter van 0,5 tot 2 cm. De vorm is kom- tot vlak schotelvormig. De binnenzijde is oranje tot oranjerood. De buitenzijde is langs de rand dicht bezet met bruine, harig aandoende vlekjes, vuil oranjegeel tot bruinig oranje.
De ascus is 8-sporig en heeft een afmeting van 300 × 15 µm. De ascosporen zijn wit, crème of geelachtig en elliptisch van vorm. De sporenwand is bedekt met een netwerkachtige ornamentatie. Op de polen bevinden zich regelmatig korte aanhangsels. De sporen hebben een afmeting van 17-19 × 9-11 µm..
De parafysen hebben een oranje, korrelige inhoud.

## Verspreiding
In Nederland komt deze soort uiterst zeldzaam voor.

## Foto's

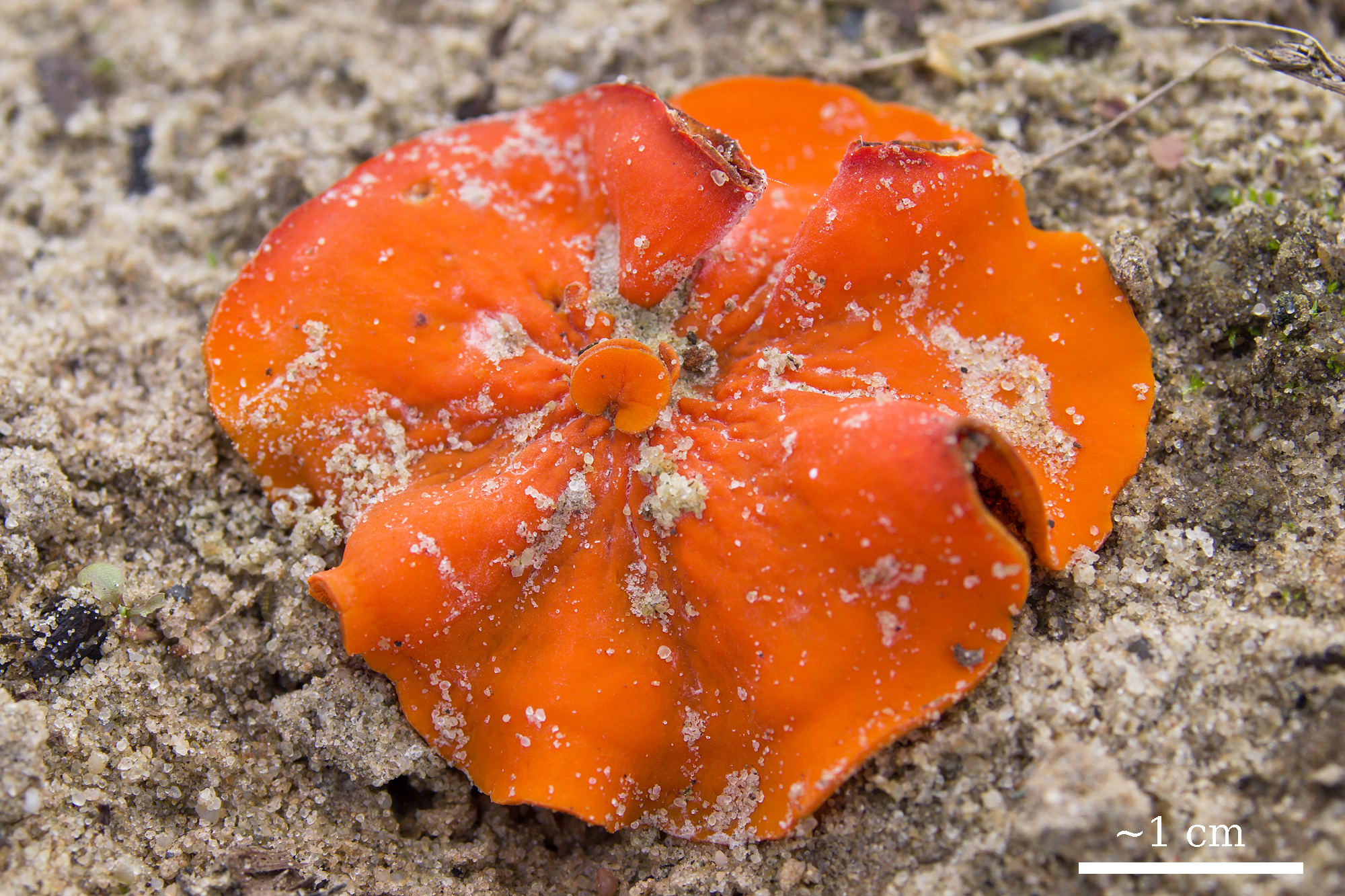
Vruchtlichaam
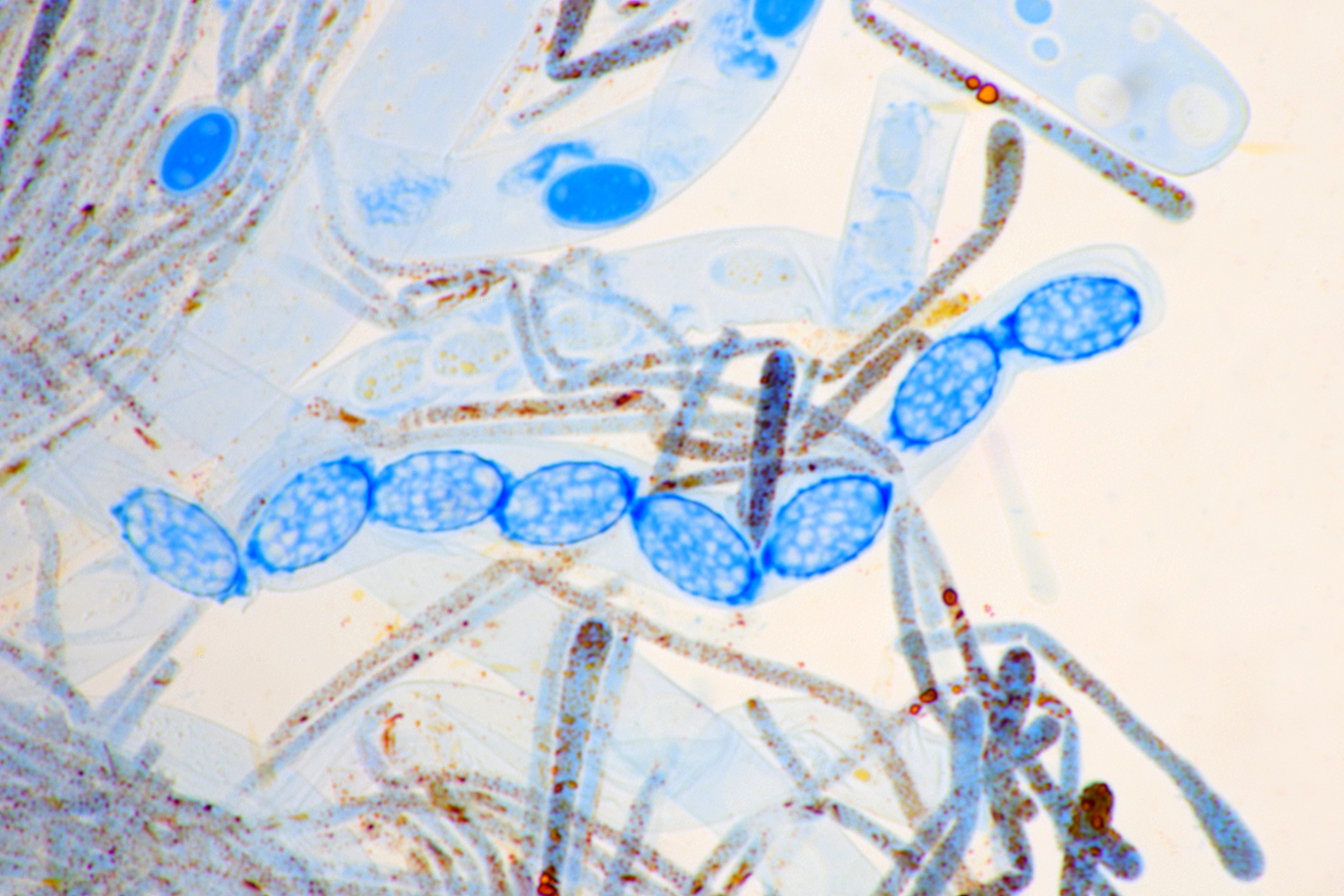
Ascus met acht sporen